# Чавес, Хулио Сесар
Хулио Сесар Чавес (исп. Julio César Chávez; род. 12 июля 1962, Сьюдад-Обрегон, Сонора, Мексика) — мексиканский боксёр-профессионал, выступавший в легчайшей, 2-й легчайшей, полулёгкой, 2-й полулёгкой, лёгкой, 1-й полусредней, полусредней и 1-й средней весовых категориях. Чемпион мира во 2-й полулёгкой (версия WBC, 1984—1987), лёгкой (версия WBC, 1987—1988; версия WBA, 1988), 1-й полусредней (версия WBC, 1989—1994, 1994—1996; версия IBF, 1990—1991) весовых категориях. Победил 30 боксёров за титул чемпиона мира. Чавес был лучшим боксером мира по версии журнала The Ring с 1990 по 1993 год. Один из сильнейших боксёров рубежа 1980—1990-х годов. Отец Хулио Сесара Чавеса младшего.

## Биография

### Послужной список
В 2007 году из послужного списка Чавеса убрали бой от 29 марта 1982 против Хосе Бенджамина Медины, который Чавес выиграл нокаутом в 6-м раунде.

### 1980—1990
Дебютировал в феврале 1980 года. Первые 4 года в основном выступал в Мексике.
В сентябре 1984 года в бою за вакантный титул WBC во 2-м полулёгком весе встретился с Марио Мартинесом. Чавес победит техническим нокаутом в 8-м раунде.
С 1985 по 1987 годы Чавес успешно защитил свой пояс, победив следующих бойцов — Рубена Кастильо, Роджера Мейвезера, Дуайта Пратчетта, Фаустино Мартиреса Барриоса, Рефуджио Рохаса, Рокки Локриджа, Хуана Ла Порте, Франсиско Томаса Да Круса и Данило Кабреро.
В 1987 году Чавес перешёл в лёгкий вес. В ноябре 1987 года он в 11-м раунде нокаутировал чемпиона мира в лёгком весе по версии WBA Эдвина Росарио.
В 1988 году он успешно защитил звание чемпиона мира, победив Родольфо Агилара и чемпиона по версии WBC Хосе Луиса Рамиреса.
В 1989 году он перешёл в 1-й полусредний вес и завоевал титул чемпиона, победив во 2-й раз Роджера Мейвезера, а затем успешно его защитил, победив Сэмми Фуэнтеса и непобеждённого Альберто де ла Мерседеса Кортеса.

### 17 марта1990Мелдрик Тейлор —Хулио Сесар Чавес
- Место проведения:  Хилтон Хотел, Лас-Вегас, Невада, США
- Результат: Победа Чавеса техническим нокаутом в 12-м раунде в 12-раундовом бою
- Статус: Чемпионский бой за титул WBC в 1-м полусреднем весе (3-я защита Чавеса)
- Рефери: Ричард Стил
- Счет судей: Дэйв Моретти (107—102 Тейлор), Чак Джиампа (104—105 Чавес), Джерри Рот (108—101 Тейлор)
- Время: 2:58
- Вес: Тейлор 63,40 кг; Чавес 63,30 кг
- Трансляция: HBO

В марте 1990 года состоялся бой двух непобеждённых чемпионов в 1-м полусреднем весе — чемпиона по версии WBA Хулио Сесара Чавеса и чемпиона мира по версии IBF Мелдрика Тэйлора. Тейлор уверенно доминировал на ринге, выигрывая за счёт джеба и работы ног. В конце 12-го раунда Чавес зажал противника в углу и правым хуком отправил его в нокдаун. Тейлор встал на счет 5, но на вопрос рефери Ричарда Стила о готовности продолжать бой не дал ответа. Рефери остановил бой. Комментаторы HBO кричали: «Невероятно!» (unbelieveble). Решение было скандальным. Бой был признан «боем года» по версии журнала «Ринг». А также боем десятилетия по версии журнала «Ринг»
Публика навсегда запомнила это решение рефери Ричарда Стила. С тех пор каждый раз когда ринганнонсер представляет перед боем Ричарда Стила, это сопровождается гулом недовольного зала.

### 8 декабря1990Хулио Сесар Чавес —Кьюнг Дюк Ан
- Место проведения:  Конвеншн Центр, Атлантик Сити, Нью-Джерси, США
- Результат: Победа Чавеса техническим нокаутом в 3-м раунде в 10-раундовом бою
- Статус: Чемпионский бой за титул WBC в 1-м полусреднем весе
- Рефери: Тони Перес
- Счет судей: Фрэнк Брюнетт (20—16), Франц Марти (20—17), Анхель Эль Гусман (20—16) — все в пользу Чавеса
- Время: 2:14
- Вес: Чавес 63,00 кг; Ан 63,05 кг
- Трансляция: HBO

В декабре 1990 года Чавес вышел на ринг против представителя Южной Кореи Кьюнга Дюка Ана. В начале 2-го раунда Чавес правым кроссом попал в голову Ана, и тот упал. Кореец встал на счёт 6. Чавес принялся добивать противника. В середине 2-го раунда Чавес пробил левым хуком в печень, потом выбросил несколько хуков в голову и повторил левый удар в печень. Ан согнулся у канатов. Чавес провёл левый хук в голову, и кореец упал на канвас. Ан встал на счёт 4. Чавес вновь бросился добивать. Ан попытался форсировать события и полез в размен, в котором ему досталось больше. В конце 3-го раунда Чавес провёл левый хук в печень, а затем добавил двойку в голову. Ан вновь оказался в нокдауне. Он встал на счёт 4. На вопрос рефери о готовности продолжать поединок кореец отрицательно покачал головой. Рефери прекратил бой.

### 1991—1993
С 1991 по 1992 годы Чавес успешно защитил звание чемпиона мира, победив Джона Дюплессиса, Лонни Смита, Анхеля Эрнандеса, Фрэнки Митчелла и Эктора Камачо.

### 20 февраля1993Хулио Сесар Чавес —Грег Хоген
- Место проведения:  Эстадио Ацтека, Мехико, Дистрито Федерал, Мексика
- Результат: Победа Чавеса техническим нокаутом в 5-м раунде в 12-раундовом бою
- Статус: Чемпионский бой за титул WBC в полусреднем весе (10-я защита Чавеса)
- Рефери: Джо Кортес
- Счет судей: Марти Денкин (40—35), Хеласио Перес Уерта (40—35), Да-Юн Чунг (40—33) — все в пользу Чавеса
- Время: 2:02
- Вес: Чавес 63,30 кг; Хоген 63,50 кг
- Трансляция: Showtime

В феврале 1993 года Чавес встретился в Мексике с американцем Грегом Хогеном. Хоген перед боем заявил, что Чавес создал свой внушительный послужной список за счёт того, что избивал в Тихуане мексиканских таксистов. В начале 1-го раунда Чавес правым крюком послал американца в нокдаун. Хоген сразу же встал, и бой продолжился. Мексиканец доминировал в бою, выбрасывая большое количество пришедших в цель ударов. В 5-м раунде Чавес обрушил град ударов на противника. Хоген упал и встал на счет 8. Чавес бросился его добивать. И после того как Хоген пропустил несколько значительных ударов, рефери остановил бой. На бою присутствовало 132247 зрителей, что является рекордом для боксёрских поединков.

### 1993
В мае 1993 года он нокаутировал Теренса Али.

### 10 сентября1993Пернелл Уитакер—Хулио Сесар Чавес
- Место проведения:  Аламодоум, Сан-Антонио, Техас, США
- Результат: Ничья решением большинства
- Статус: Чемпионский бой за титул WBC в полусреднем весе (1-я защита Уитакера)
- Рефери: Джо Кортес
- Счет судей: Джек Вудрафф (115—113 Уитакер), Микки Вонн (115—115), Франц Марти (115—115)
- Вес: Уитакер 65,77 кг; Чавес 64,41 кг
- Трансляция: Showtime SET

В сентябре 1993 года Хулио Сесар Чавес поднялся в полусредний вес и встретился с чемпионом в этом весе по версии WBC Пернеллом Уитакером. Уитакер доминировал в бою за счёт скорости. Чавес никак не мог в него попасть. Тем не менее судьи большинством голосов объявили ничью. Решение было скандальным.

### 1993
В декабре 1993 года Чавес победил Энди Холлигана.

### 29 января1994Хулио Сесар Чавес —Фрэнки Рэндалл
- Место проведения:  ЭмДжиЭм Гранд, Лас-Вегас, Невада, США
- Результат: Победа Рэндалла раздельным решением в 12-раундовом бою
- Статус: Чемпионский бой за титул IBF в полусреднем весе (13-я защита Чавеса)
- Рефери: Ричард Стил
- Счет судей: Абрахам Чаваррия (114—113 Чавес), Анхель Эль Гусман (113—114 Рэндалл), Чак Джиампа (111—116 Рэндалл)
- Вес: Чавес 63,50 кг; Рэндалл 63,50 кг
- Трансляция: Showtime SET

В январе 1994 года Чавес встретился с Фрэнки Рэндаллом. Рэндалл имел небольшое преимущество. В 7-м и 11-м раундах с Чавеса за нарушения сняли очки. В конце 11-го раунда правым кроссом Рэндалл отправил Чавеса в 1-й нокдаун в его карьере. По окончании боя судьи раздельным решением объявили победу Рэндалла. Таким образом рекорд всех боксёров по непобеждённости составил 89 побед и 1 ничья — такой послужной список имел Чавес накануне встречи с Рэндаллом.

### 1994
В мае 1994 года Чавес взял неубедительный реванш у Фрэнки Рэндалла.

### 17 сентября1994Мелдрик Тейлор —Хулио Сесар Чавес
- Место проведения:  ЭмДжиЭм Гранд, Лас-Вегас, Невада, США
- Результат: Победа Чавеса техническим нокаутом в 8-м раунде в 12-раундовом бою
- Статус: Чемпионский бой за титул WBC в полусреднем весе (1-я защита Чавеса)
- Рефери: Миллс Лейн
- Счет судей: Дэйв Браун (66—68 Чавес), Дэниел фон де Вил (66—66), Малкольм Булнер (64—69 Чавес)
- Время: 1:41
- Вес: Тейлор 63,50 кг; Чавес 63,50 кг
- Трансляция: Showtime SET

В сентябре 1994 года он встретился во 2-й раз с Мелдриком Тейлором. В течение боя с Тейлора были сняты 2 очка за нарушения. В 8-м раунде Чавес попал левым хуком в челюсть Тейлора. Тейлора зашатало и он, попятившись назад, упал. Он встал на счет 4. Чавес бросился его добивать. Тейлор не отвечал на удары. Рефери остановил бой. Тейлор посчитал, что остановка была преждевременной.

### 1994—1997
С 1994 по 1996 годы Чавес успешно защитил звание чемпиона мира, победив Тони Лопеса, Джованни Паризи и Дэвида Камау.
В июне 1996 год Чавес проиграл техническим нокаутом Оскар Де Ла Хойя.

### 7 марта1998Мигель Анхель Гонсалес—Хулио Сесар Чавес
- Место проведения:  Плаза де Торос, Мехико, Мексика
- Результат: Ничья раздельным решением в 12-раундовом бою
- Статус: Чемпионский бой за вакантный титул WBC в 1-м полусреднем весе
- Рефери: Люпе Гарсия
- Счет судей: Терри Смит (114—115 Чавес), Ларри О’Коннелл (116—114 Гонсалес), Чак Хассетт (115—115)
- Вес: Гонсалес 63,50 кг; Чавес 63,50 кг
- Трансляция: Showtime SET

В марте 1998 года состоялся поединок за вакантный пояс WBC между Хулио Сесаром Чавесом и Мигелем Анхелем Гонсалесом. Бой был близким. Комментаторы телеканала Showtime огласили следующий оценки — Ферди Пачеко поставил 115—113 в пользу Гонсалеса, а бывший чемпион в полутяжёлом весе Бобби Чез — 114—114. Раздельным судейским решением была зафиксирована ничья. После оглашения вердикта, зрители, болевшие за Чавеса, забросали ринг мусором.

### 1998—1999
В сентябре 1998 года Чавес во 2-й раз встретился с Оскаром Де Ла Хойей. На этот раз бой проходил в полусреднем весе, и титулом чемпиона мира по версии WBC владел американец. Противостояние во всех раундах шло с переменным успехом, боксеры нередко пускались в размен. В восьмом раунде боксеры рубились из последних сил, и на девятый раунд секунданты мексиканца отказались выпускать его на ринг. После этого боя Чавес вновь спустился в 1-й полусредний вес.

### 29 июля2000Константин Цзю—Хулио Сесар Чавес
- Место проведения:  Мемориал Колизеум, Финикс, Аризона, США
- Результат: Победа Цзю техническим нокаутом в 6-м раунде в 12-раундовом бою
- Статус: Чемпионский бой за титул WBC в 1-м полусреднем весе (2-я защита Цзю)
- Рефери: Роберт Феррара
- Время: 1:28
- Вес: Цзю 63,30 кг; Чавес 63,50 кг
- Трансляция: Showtime

В июле 2000 года Чавес вновь вышел на титульный бой против чемпиона мира в 1-м полусреднем весе по версии WBC Константина Цзю. В начале 6-го раунда Чавес ударил Цзю в пах. Рефери снял с мексиканца очко. Сразу же после продолжения боя Цзю двойкой попал в голову Чавесу и тот оказался на полу. Мексиканец встал на счет 7. Бой продолжился. Цзю сразу же набросился на Чавеса. Чавес начал сам атаковать. В размене Цзю преуспел больше — значительная часть его ударов пришлась в цель. Цзю зажал Чавеса у канатов и начал добивать. Угол Чавеса вмешался, и рефери остановил бой. Команда Цзю, не дожидаясь официального объявления результата, ушла с ринга, опасаясь болевшего за Чавеса зала.

### 2001—2005
В сентябре 2005 года Чавес провёл последний бой и после этого ушёл из бокса.

## Результаты боёв
В таблице перечислены результаты всех поединков боксёров.
В каждой строке указан результат поединка. Дополнительно номер поединка обозначен цветом, который обозначает итог поединка. Расшифровка обозначений и цветов представлена в нижеследующей таблице.
| Пример | Расшифровка                     |
| ------ | ------------------------------- |
|        | Победа                          |
|        | Ничья                           |
|        | Поражение                       |
|        | Планируемый поединок            |
|        | Поединок признан несостоявшимся |
| КО     | Нокаут                          |
| ТКО    | Технический нокаут              |
| PTS    | Решение судей (по очкам)        |
| UD     | Единогласное решение судей      |
| MD     | Решение большинства судей       |
| SD     | Раздельное решение судей        |
| RTD    | Отказ от продолжения боя        |
| DQ     | Дисквалификация                 |
| NC     | Поединок признан несостоявшимся |

| Бой | Дата             | Соперник       | Судьи                 | Место боя              | Раундов | Результат | Дополнительно |
| --- | ---------------- | -------------- | --------------------- | ---------------------- | ------- | --------- | ------------- |
| 115 | 17 сентября 2005 | Гровер Уайли   | Нико Перес            | Финикс, США            | 10      | Поражение | RTD5          |
| 114 | 28 мая 2005      | Айвен Робинсон | Рауль Каиз младший    | Лос-Анджелес, США      | 10      | Победа    | UD            |
| 113 | 22 мая 2004      | Фрэнки Рэндалл | Хосе Гуадалупе Гарсиа | Мехико, Мексика        | 10      | Победа    | UD            |
| 112 | 22 ноября 2003   | Вилли Вайс     |                       | Тихуана, Мексика       | 10      | Победа    | TКО2          |
| 111 | 24 ноября 2001   | Терри Томас    | Хавьер Гутьеррес      | Сьюдад-Хуарес, Мексика | 10      | Победа    | TКО2          |